# Goniurosaurus araneus
Goniurosaurus araneus, là một loài thằn lằn thuộc họ Gekkonidae. Đây là loài đặc hữu của tỉnh Cao Bằng của Việt Nam. Tên khoa học, là từ tiếng Latinh, araneus, có nghĩa là "nhện", do, hình dáng khẳng khiu giống nhện của chúng. Loài này là có màu vàng và có bốn sọc nâu chay khắp lưng. Đôi mắt của nó có màu nâu đỏ. Goniurosaurus araneus được phân biệt với các loài khác thuộc chi bởi vảy lưng thon dài. Chúng có chiều dài tối đa (bao gồm cả đuôi) là 190 mm.